# Pipe (constructeur automobile)
Pour les articles homonymes, voir Pipe (homonymie).

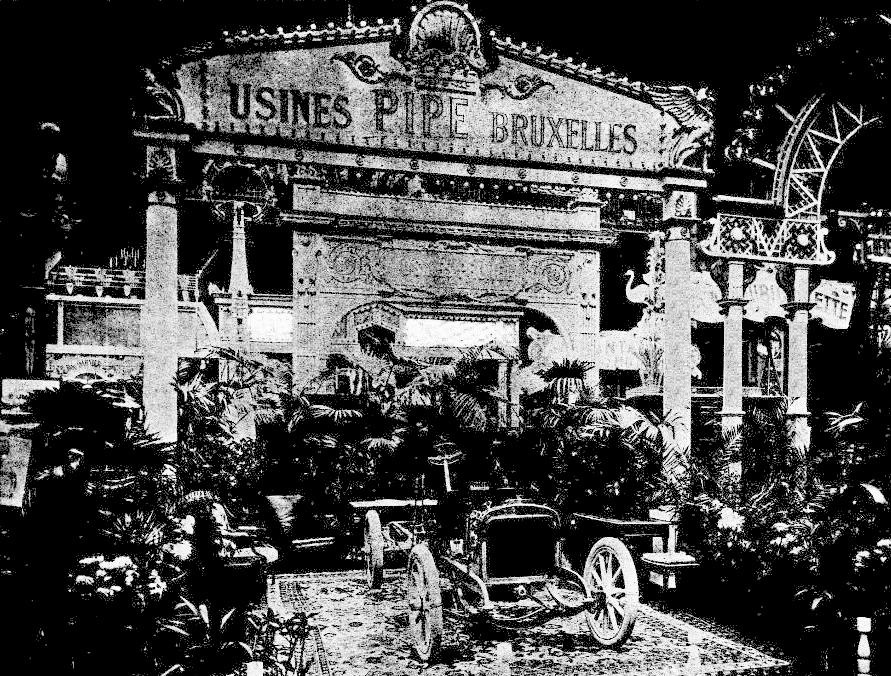
Pipe au salon de l'automobile de Paris en 1904.

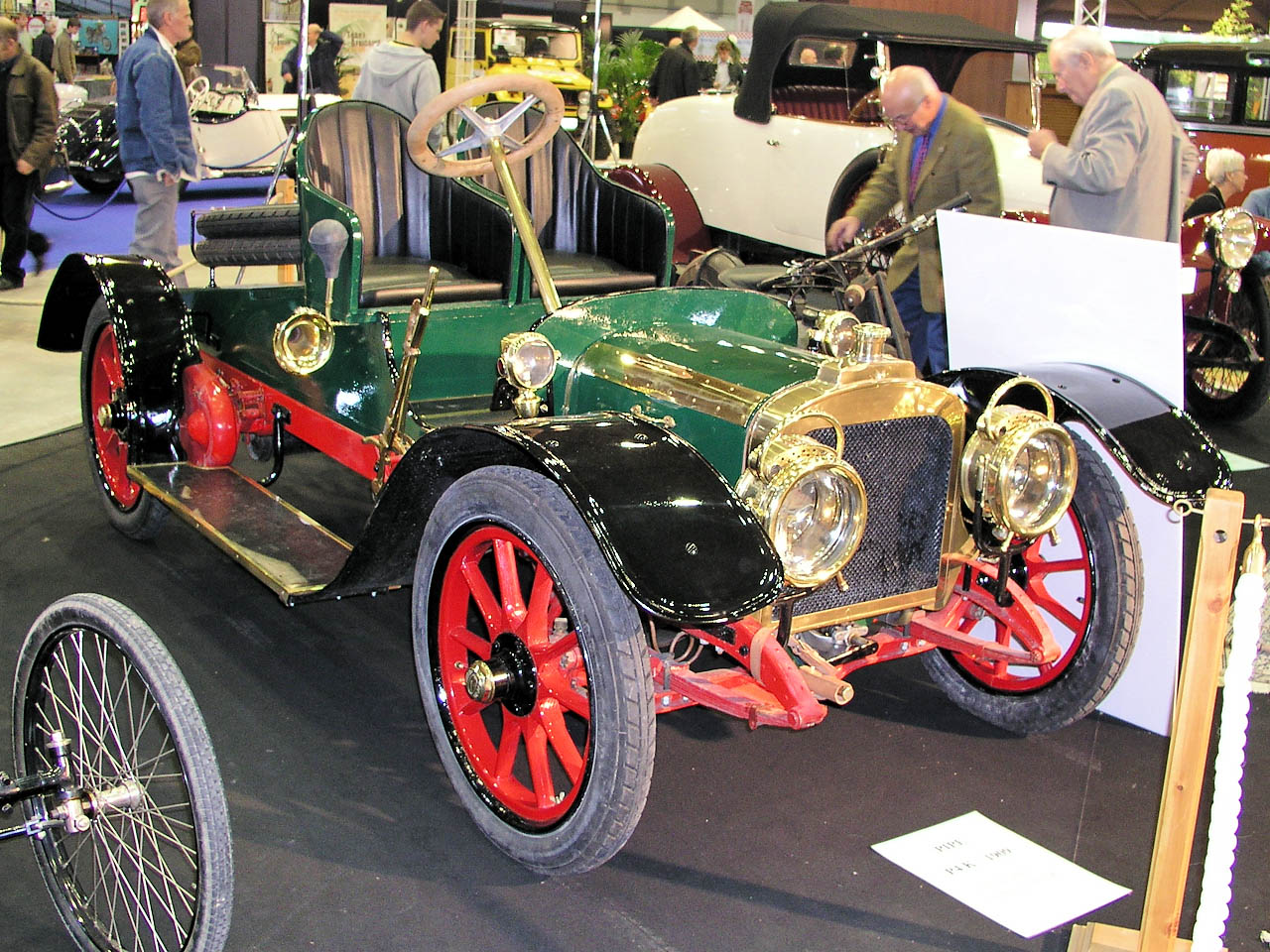
Une Pipe P4K 2.7L 4 cylindres de 1909.

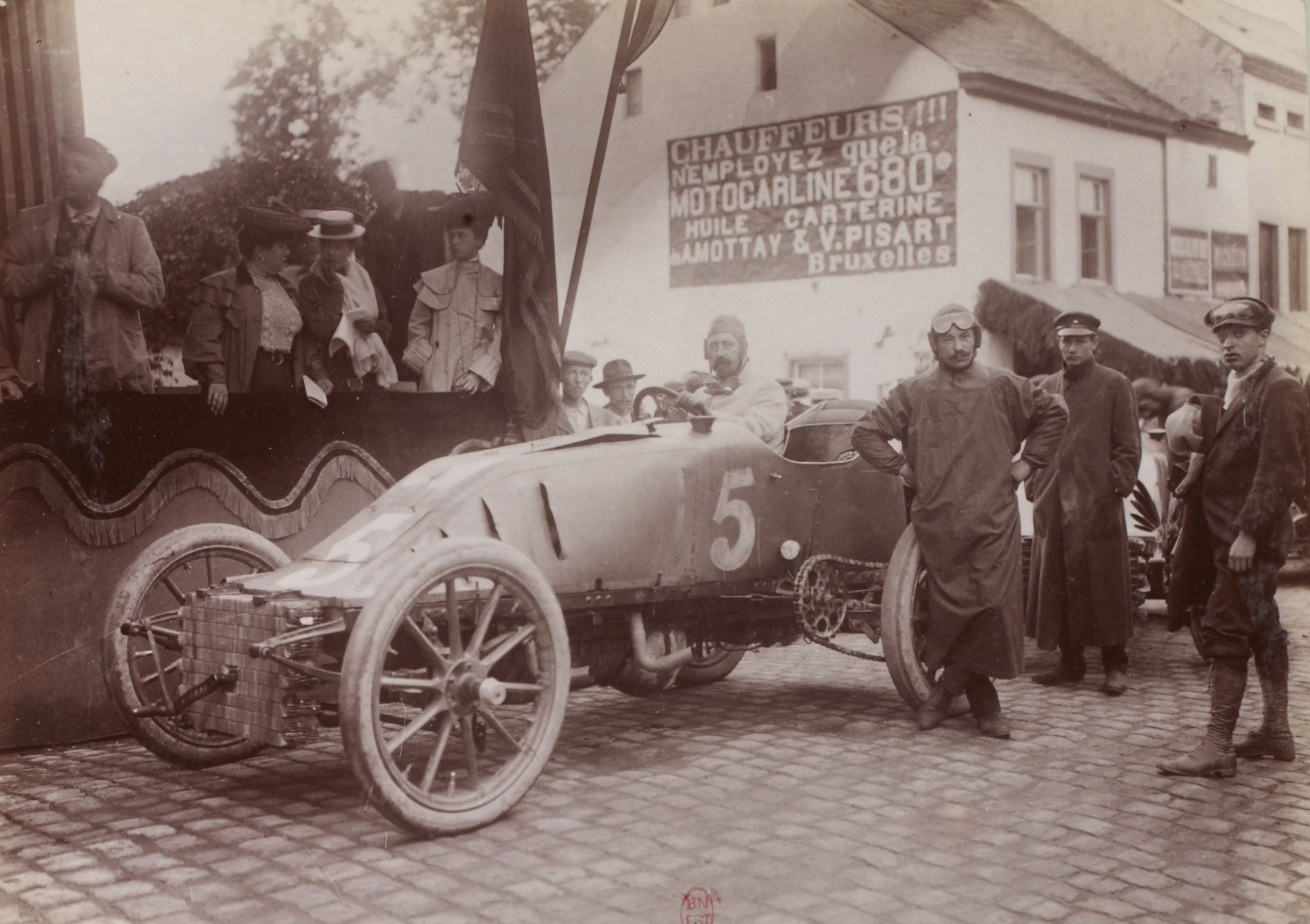
Lucien Hautvast, le deuxième jour de course du Circuit des Ardennes 1904.

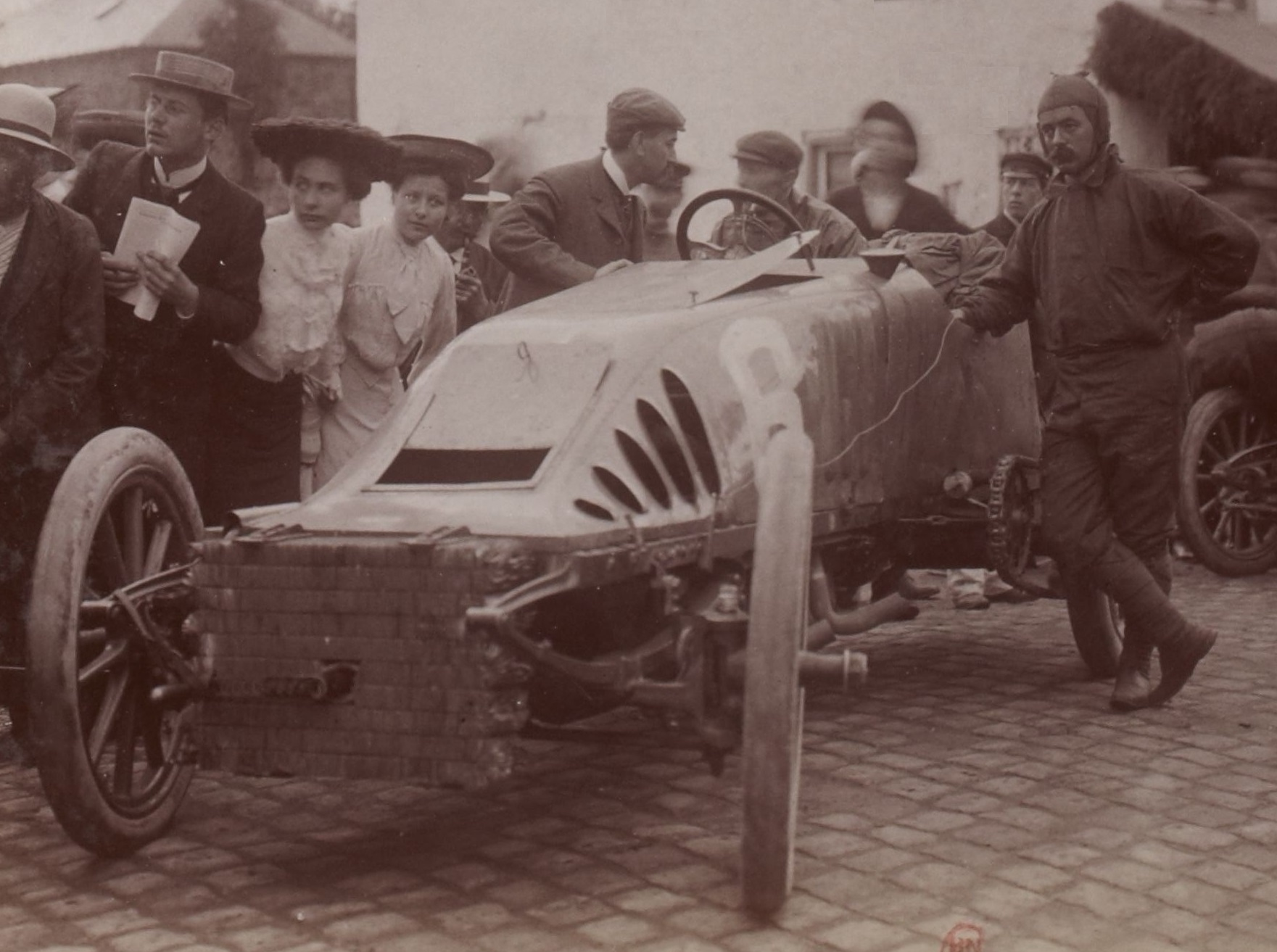
La voiture Pipe de Camille Jenatzy, également au Circuit des Ardennes 1904.

Pipe était le nom de marque des véhicules motorisés fabriqués par la Compagnie Belge de Construction Automobile (ou RVCCB) des frères Alfred et Victor Goldschmidt, deux constructeurs belges établis à Bruxelles.

## Histoire
Les premiers mois de son existence, leur firme produit exclusivement des tuyaux métalliques, d'où vraisemblablement son nom.
La première voiture est présentée dans la capitale belge en 1900, très similaire à une Panhard & Levassor et propulsée par un moteur 6CV de deux cylindres. Elle est due à l'ingénieur Vignal.
L'année suivante un modèle sport est à son tour fabriqué, de 15CV à moteur quatre cylindres. Sa première apparition en course a lieu à la fin du mois de juin lors du Paris-Berlin (VIe Grand Prix de l'ACF) avec Jean-Marie de Crawhez. La suivante en 1902 a lieu au premier Circuit des Ardennes, avec Lucien Hautvast sur un type 12/24CV.   
Dans les années 1900, le groupe Delhaize investit dans des camionnettes Pipe afin de remplacer ses charrettes hippomobiles.  
En 1903, quatre Pipe participent au Paris-Madrid, et Jacques Guders finit onzième du Circuit des Ardennes. Quatre motorisations sont alors proposées sur les modèles grand public, 12, 15, 20 et 30 CV, par le nouveau groupe S.A. « Usine PIPE ». 1904 est la grande année sportive pour la marque, qui fournit l'équipe belge en véhicules à moteur de 13,5 l 4 cylindres 80 CV (à 1 000 tr/min, lors de la Coupe Gordon Bennett organisée le 17 juin dans le Taunus (montés sur pneus Continental). Les trois coureurs sont Lucien Hautvast, Maurice Augières et Pierre de Crawhez, Hautvast terminant sixième après 564 kilomètres de course (18 partants, de 7 nationalités). Sa voiture est carénée de façon particulièrement aérodynamique, et pèse moins d'une tonne. L'embrayage est à commande électrique, et la boîte de vitesses à quatre rapports. En 1907, ce même Hauvast est deuxième du Kaiserpreis avec un moteur 8,0 l 4 cylindres, alors que durant les essais le copilote de Charles Deplus, Otto Pfänder (ancien ingénieur de Mercedes et de Clément-Bayard, il a conçu en 1904 un moteur Pipe à haut rendement de 4 cylindres à culasse hémisphérique inclinée à 45° et soupapes en tête quant à elles commandées par des culbuteurs), qui occupait les fonctions de directeur technique de la marque, décède dans un accident de la Pipe près d'Esch, et Camille Jenatzy court de nouveau pour la marque au Circuit des Ardennes, tout comme en 1904. Toujours en 1907, Pipe écoule durant l'année plus de 300 voitures, camions et omnibus, entre ses types 28, 50 et 80 CV, produits par près 300 ouvriers, ce qui place le constructeur largement en tête sur le marché automobile belge, avec une part non négligeable à l'exportation et diverses concessions dans les grandes capitales européennes jusqu'à Moscou. 
Une grande partie des usines est détruite durant le premier conflit mondial, la production ne redémarrant effectivement qu'en 1921, année où Pipe présente deux nouveaux modèles, à motorisations 3,0  et   9,0 l. Ils sont mal mis en valeur, et la société finit par se tourner exclusivement vers la production de camions en 1922, durant dix années, un autre créneau qu'elle a commencé à développer en 1905 en étant la première compagnie dont les poids lourds équipés sont équipés d'amortisseurs (fabrication Truffault). Alfred et Victor Goldschmidt démissionnent en 1930, alors qu'ils sont rachetés par le groupe Brossel. Sortent désormais des camions Bovy-Pipe jusqu'en 1950.

## Courses de côte
- Côte de Malchamps 1904 près de Spa (Hauvast, sur 60 hp)[8]
- Côte de Dinant-Ciney 1905 (Deplus, sur 35 hp)
- Côte de Malchamps 1906 (Hauvast, sur 50 hp)
- Côte de Château-Thierry 1907 (Jean Jespers, sur la voiture d'Hauvast)
- Côte du Mont Lombert 1910 près de Boulogne-sur-Mer (Camille Jenatzy sur le demi-kilomètre, et son frère cadet Ferréol dit le Pitt sur le mille)